# Facies hippocratica
Die Facies hippocratica (lateinisch für Hippokratisches Gesicht, ein „nach Hippokrates benannter Gesichtsausdruck“ eines Sterbenden) ist ein typischer Gesichtsausdruck bei sterbenden (moribunden) oder schwerst kranken Patienten. Die bereits in der Antike beschriebene Facies hippocratica ist neben den sogenannten Kirchhofrosen ein bekanntes prognostisches Anzeichen für einen kurz bevorstehenden Tod, wenn diesem eine längere Agonie vorausging. Früher nannte man die Facies hippokratica auch Facies decomposita und verglich sie mit der Facies cholerica (Choleragesicht).

## Bedeutung
Die Facies hippocratica resultiert aus einer Erschlaffung der Gesichtsmuskulatur („Hippokratische Züge“) und einer zunehmenden Drosselung der Durchblutung in den peripheren Körperteilen (Zentralisierung). Eine blasse Gesichtshaut, eingefallene Wangen und Augen und eine „spitze Nase“ sind Charakteristiken dieses Gesichtsausdruckes. Oft werden auch ein gelbliches Gesicht, bläulich anlaufende Lippen und allgemeine Blässe beschrieben.
Häufig findet man die Facies hippocratica bei einer schweren Bauchfellentzündung (Peritonitis abdominalis), weshalb diese besondere Form der Facies auch als Facies abdominalis oder Facies peritonealis bezeichnet wurde.

## Beschreibung
Beschrieben wird das „typische Gesicht des Moribunden mit spitzer, blasser kühler Nase, vorstehender, blasser Kinnpartie, eingefallenen Schläfen, kühlen Ohren, fahlgrauer Hautfarbe und kaltem Schweiß auf der Stirn.“ Früher war man deutlicher: „Kurz vor dem Tode nämlich tritt gewöhnlich in dem Gesicht eine auffallende Veränderung ein. Die Gesichtsfarbe wird plötzlich bleich und fahl, an Wangen und Lippen bläulich oder schwärzlich, die Stirnhaut glatt; die Weichtheile des Gesichts sinken ein; die Nase und das Kinn werden spitzig; die Augen sinken tiefer in ihre Höhlen, verlieren den Glanz und sehen stier durch die halbgeöffneten Augenlider.“ „Der Unterkiefer fällt herab, der Mund bleibt offen stehen, das obere Augenlid sinkt hernieder, die Nase wird spitz, die Nasenflügel fallen zusammen. Auch der Augapfel kann nicht mehr eingestellt werden, die Augenachsen stehen häufig parallel. Das Gesicht ist überdies meist mit kaltem, klebrigen Schweiß bedeckt.“ „Die Augen sind eingesunken infolge von Wasserverarmung.“ Außerdem wurden „eine fahle Gesichtsfarbe, eingesunkene halonierte Augen, ein ängstlicher Gesichtsausdruck“, „vortretende Kiefer, brechende Augen, kühle und abstehende Ohren, ein fahles oder bleifarbenes Aussehen“ sowie „ein Verlust der Mimik“ beobachtet. Das Totengesicht spiegelt die Gesichtsverzerrungen Sterbender wider.

## Herkunft
Die noch heute gebräuchliche und von frühen Ärzten wie Galenos eingeführte Bezeichnung geht auf die angeblich von Hippokrates verfasste Schrift Prognostikón (Προγνωστικόν, „Prognosen“) aus den hippokratischen Schriften zurück, wo dieser Gesichtsausdruck im zweiten Kapitel genau beschrieben wird. Es wird hier auf verschiedene Anzeichen eingegangen, die einen nahen Tod vermuten lassen und sich an den Augen, Lippen, Ohren und der Gesichtshaut erkennen ließen. Auch der bisherige Verlauf der Erkrankung und mögliche andere Umstände werden hier neben dem Blick des Kranken in die Prognose einbezogen:

„Zuerst beobachte man das Gesicht des Kranken, ob es so wie bei Gesunden ist, besonders ob es so wie sonst aussieht, denn in diesem Fall stünde es am besten; ist es aber ganz gegenteiliger Art wie sonst, dann steht es am schlimmsten. Das wäre folgender Fall: Spitze Nase, tiefliegende Augen, eingesunkene Schläfen, kalte und geschrumpfte Ohren, zurückgebogene Ohrläppchen, spröde, gespannte und trockene Gesichtshaut, gelbe oder dunkle, bläuliche oder bleierne Farbe des ganzen Gesichts. Wenn nun das Gesicht im Beginn der Krankheit so aussieht und es nach den sonstigen Anzeichen noch nicht derart zu vermuten ist, so muß man fragen, ob der Kranke schlaflos war oder ob die Darmentleerungen sehr flüssig waren oder ob er etwas Hunger leide. Bejaht er irgendetwas davon, so hat man den Zustand für weniger schlimm zu halten, denn wenn das Gesicht infolge dieser Ursachen so aussieht, so entscheidet es sich binnen Tag und Nacht zum Besseren. Falls er hingegen all das verneint und die Krankheit auch in der genannten Zeit nicht zum Stillstand kommt, so muß man wissen, daß der Kranke dem Tode nahe ist.“

Die Prognostik der Erkrankungen hatte in der früheren Medizin einen sehr hohen Stellenwert, insbesondere die Einsicht, wann ärztliches Handeln sinnlos sei und ob der hinzugezogene Arzt dies auch erkenne. In der Vorhersage eines baldigen Todes ersparte sich der Heilkundige den Vorwurf offensichtlichen Versagens, falls der Patient alsbald verstirbt. Die Kenntnis der genauen Anzeichen des Todes oder unheilbaren Krankheit war eine der Grundlagen für die vertrauensvolle Stellung des Arztes; sie wurde auch als „weltliche Version der Weissagungen“ konnotiert: „Prognostisches Gespür machte einen guten Eindruck und erhob den begabten Heiler über Quacksalber und Wahrsager“.